# 1931–1932-es magyar férfi nagypályás kézilabda-bajnokság
Az 1931–1932-es magyar férfi nagypályás kézilabda-bajnokság az ötödik nagypályás kézilabda-bajnokság volt. A bajnokságban két csoportban hat-hat csapat indult el, a csapatok két kört játszottak. A csoportok első helyezettjei játszhattak a bajnoki címért, a másodikok a bronzéremért.

## Tabella

### A. csoport
| #  | Csapat            | M  | Gy | D | V  | G+ | G- | P  | Megjegyzés   |
| -- | ----------------- | -- | -- | - | -- | -- | -- | -- | ------------ |
| 1. | Újpesti TE        | 10 | 8  | 2 | 0  | 67 | 25 | 18 |              |
| 2. | Fővárosi ÖTE      | 10 | 8  | 1 | 1  | 70 | 26 | 17 |              |
| 3. | MAFC              | 10 | 7  | 1 | 2  | 66 | 44 | 15 |              |
| 4. | MOVE Széchenyi TE | 10 | 3  | 0 | 7  | 26 | 56 | 6  |              |
| 5. | Budapesti TK      | 10 | 2  | 0 | 8  | 26 | 84 | 4  |              |
| 6. | Jutagyári TE      | 10 | 0  | 0 | 10 | 8  | 28 | 0  | Visszalépett |

### B. csoport
| #  | Csapat                 | M  | Gy | D | V | G+ | G- | P  | Megjegyzés   |
| -- | ---------------------- | -- | -- | - | - | -- | -- | -- | ------------ |
| 1. | Elektromos TE          | 10 | 8  | 2 | 0 | 39 | 14 | 18 |              |
| 2. | Vívó és Atlétikai Club | 10 | 7  | 2 | 1 | 34 | 18 | 16 |              |
| 3. | Munkás TE              | 10 | 6  | 0 | 4 | 17 | 23 | 12 |              |
| 4. | Vasas SC               | 10 | 3  | 0 | 7 | 22 | 38 | 6  |              |
| 5. | Terézvárosi TC         | 10 | 3  | 0 | 7 | 11 | 29 | 6  |              |
| 6. | Belvárosi TVK          | 10 | 1  | 0 | 9 | 15 | 16 | 2  | Visszalépett |

* M: Mérkőzés Gy: Győzelem D: Döntetlen V: Vereség G+: Dobott gól G-: Kapott gól P: Pont

## Helyosztó mérkőzés
1. helyért: Elektromos TE-Újpesti TE 9:3 és 2:3
3. helyért: VAC-FÖTE 5:4 és 0:0